# Jordi Pardo i Lázaro
Jordi Pardo i Lázaro (Santa Coloma de Gramenet, Barcelonès, 4 de maig de 1968) fou un jugador català de basquetbol professional que jugava en la posició d'escorta. Va debutar a la Lliga ACB amb el Club Joventut de Badalona després de formar-se en les seves categories inferiors. Va jugar també amb altres equips de l'ACB, com el CB Girona, el CB Salamanca o el CB Granada. També va fer carrera al bàsquet portuguès amb la UD Oliveirense.
El seu germà Ivan també fou jugador professional.

## Palmarès
- 1985: Plata a l'Eurobasquet juvenil amb la Selecció espanyola
- 1987-88: Subcampió de la Recopa d'Europa amb el Joventut de Badalona
- 1988-89: Copa Príncep d'Astúries amb el Joventut de Badalona
- 1990: Plata al Mundobasket sub-22 amb la Selecció espanyola
- 1990-91: Lliga ACB amb el Joventut de Badalona
- 1990-91: Copa Príncep d'Astúries amb el Joventut de Badalona
- 1991-92: Lliga ACB amb el Joventut de Badalona
- 1991-92: Subcampió de la Copa d'Europa de bàsquet amb el Joventut de Badalona